# Flexibler Manipulatorarm
Ein flexibler Manipulatorarm ist ein schlanker hyperredundanter Manipulator. Wegen seiner hohen Zahl von Freiheitsgraden kann der Arm sich entlang eines Pfades oder um ein Hindernis herum schlängeln (vgl. engl. Bezeichnung snake arm).

## Definition

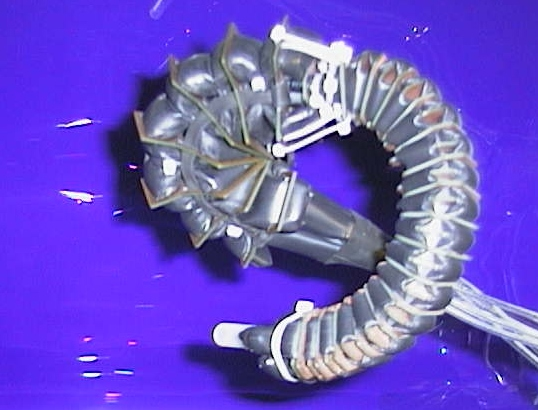
Elefantenrüssel des KIT funktioniert nach dem Expansionsprinzip

Flexible Manipulatorarme werden auch als kontinuierliche Roboter oder Elefantenrüssel bezeichnet. Diese Definitionen sind jedoch restriktiv und können nicht auf alle flexiblen Manipulatorarme angewendet werden.
- Ein kontinuierlicher Roboter ist ein geschwungener Manipulator, ähnlich wie der Arm eines Oktopus.
- Ein Elefantenrüssel-Roboter ist ein gutes Beispiel für einen kontinuierlichen Roboter. Hier wird der gesamte Arm verwendet, um Objekte zu erfassen oder zu manipulieren.[1]

## Anwendungen
Die Fähigkeit, auch begrenzte Räume erreichen zu können, führt zu vielen Anwendungen, die räumliche Zugangsprobleme beinhalten.
Die folgende Liste soll lediglich einige Anwendungsfelder aufzeigen.
Industrie:
- Kernenergie
  - Stilllegung
  - Reparatur und Wartung
- Luft- und Raumfahrt
  - Herstellung und Montage innerhalb von Tragflächen, Turbinen und Düsen
  - Oberflächenbehandlung: Handhabung von Sandstrahlgebläsen
  - Wartung, Reparatur und Überholung
- Automotive
  - Herstellung: Alternativen bei der Montage von Strukturen

Sicherheit und Verteidigung:
- Kampfmittelbeseitigung
- Suche und Rettung

Medizintechnik:
- Endoskopie
- Koloskopie[2]